# اشتباكات محافظة حلب 2012
اشتباكات محافظة حلب 2012 هي سلسلة من الاشتباكات التي اندلعت كجزء من مرحلة النزاع المبكر من الحرب الأهلية السورية خلال الثورة في محافظة حلب داخلَ سوريا. بدأت الاشتباكات عقب تفجيرات حلب في 10 شباط/فبراير 2012 والتي نفذها تنظيم جبهة النصرة المصنّف كإرهابي لدى عشرات الدول الإقليميّة والدولية. على مدى الأشهر الخمسة المقبلة؛ اندلعت اشتباكات عنيفة في أجزاء كبيرة من الريف والتي كانت تحتَ سيطرة الثوار حينَها. في 19 تموز/يوليو؛ اقتحمت بعض الجماعات المتشددة المدينة الأكبر في سوريا من أجلِ السيطرة عليها من يدِ الثوار وهناك بدأت حربٌ متشابكة الأطراف شاركَ فيها النظام كذلك وإلى جانبه عناصر من الشبيحة وبعض المرتزقة والخارِجين عن القانون حسب ما وردَ في بعض المصادر المُعارضة.

## الخلفية
اندلعت احتجاجات شعبيّة كبيرة في مدينة حلب ضدّ النظام السوري وبالتحديد ضدّ بشار الأسد مطالبين بإسقاطهِ وذلك منذ 13 نيسان/أبريل 2011. بالرغمِ من حجمِ الاحتجاجات الكبير والضخم فإنّ حلب حافظت على سلميّتها بمنأى عن العنف وعنِ الحرب بشكلٍ عام على عكس بقية البلاد والتي تحوّلت فيها حركة الاحتجاجات السلمية إلى أعمال عنف وشغب بعدمَا واجهت قوات النظام المطالب الشعبية بالرفض والقمع واستعمال الرصاص الحيّ ضدّ المتظاهرين العُزّل. دعا ناشطون حقوقيون وفاعلون مدنيون في المجتمع الشعب السوري في حلب إلى النزول إلى شوارع المدينة وتنظيم احتجاجات كبيرة وسلميّة في 30 يونيو/حزيران؛ لكن وبالرغمِ من ذلك فقد حضر التظاهرة في ذلك اليوم عدد قليل من النّاس لم يكد يتجاوز الـ 1000 متظاهر بسبب ترهيب النظام لهم وبسبب خشيتهم منَ التفجيرات الإرهابية التي كانت ترتكبها بعض الجهات الخارجة عن القانون. في 12 آب/أغسطس من نفسِ العام؛ أطلقت قوات الأمن السورية النار على المتظاهرين العُزّل في عددٍ من أحياء مدينة حلب مما أسفرَ عن مقتل أربعة أشخاص. بحلول 17 آب/أغسطس؛ احتجّ الآلاف من سكان مدينة حلب في الساحة المركزية وفي أجزاء أخرى من المدينة. حينَها فتحت قوات الأمن النّار مرة أخرى على المتظاهرين. في السادِس من أيلول/سبتمبر عاد الشعب للتظاهر من جديد بأعداد ضخمة هذه المرة حيثُ شاركَ في الاحتجاجات ما بينَ 20,000 حتّى 40,000 مواطنًا وذلك بعد مقتل الشيخ السني إبراهيم السلقيني. وبحلول 27 أيلول/سبتمبر؛ اقتحمت الحكومة مدينة حلب بالدبابات وبالأسلحة الثقيلة مُخلفة عددًا من الجرحى والمعطوبين والقتلى. قبل أسبوع واحد تقريبًا من نهاية السنة؛ نظّم مئات الطلاب في مدارس وجامعة حلب احتجاجات عديدة للتنديد بممارسات النظام وسقطَ خلالَ هذه سلسلة المظاهرات هذه طالب واحد من كلية العُلوم كانت قد قُتل على يدِ القوات الحكومية.

## التفجيرات
في السادس من كانون الثاني/يناير 2012 حذّرَ رئيس المنظمة الوطنية لحقوق الإنسان في سوريا من أن الحكومة كانت تخطط لإحداث تفجير في مدينة حلب لإرهاب الناس ومنعهم من مواصلة التظاهر ضدّ بشار فيما أرسلَ بعض النشطاء مجموعة من الوثائق والأدلة لقناة العربية حول المؤامرة التي كان يُخطّط مسؤولين أمنيين سوريين لتنفيذها. جاءَ ذلك بعد التفجيرات التي وقعت في دمشق في كانون الأول/ديسمبر 2011 وفي كانون الثاني/يناير 2012. اتهمت جماعات المعارضة الحكومة برفعِ الراية الكاذبة والسماح لبعض الجماعات المُتشددة بتخريب المدينة لتبريرِ قَمع الانتفاضة. في العاشر من شباط/فبراير؛ انفجرت قُنبلة أو قنبلتان على مقربة من مبنى المخابرات في حلب مما تسبب في مقتلِ 24 من أفراد قوات الأمن.

## الاشتباكات المسلحة

تُشير المثلثات الخضراء إلى المواقع العسكرية التي اتخدها الحيش الحر وباقي قوى المعارضة فيمَا تُشير تلك المثلاث إلى القواعد العسكريّة التابعة للنظام.

قُتلَ في 14 شباط/فبراير خمسة جنود من الجيش بينهم ضابطان في القِتال الدائر على مشارف حلب. خلال شهر آذار/مارس؛ شهدَ شمال مدينة أعزاز في منطقة حلب معارك عنيفة قُتل خلالها ثلاثة جنود وذلكَ في 23 آذار/مارس. تداولَ بعض النشطاء شريط فيديو يُظهر طائرات الهليكوبتر وهي تُشارك إلى جانب النظام الأسدي في قصفِ عدّة بلدات في حلب. تُفيد بعض المصادر أنّه خلالَ هذه المعركة قُتل العديد من الثوار والمدنيين خاصّةً في أعزاز.
وفقا لوسائل الإعلام الرسمية؛ قُتلَ عقيدٌ في حلب في أواخر آذار/مارس؛ كما قُتل أحد عناصر المُخابرات الجوية وهوَ في طريقه إلى العمل وفقًا لمصادر تابعة للحكومة. عاد الثوار للدر على الجيش النظامي مُجددًا بعدما هاجموا قاعدة لسلاح الجو في شمال محافظة حلب مما أسفر عن مقتل ثلاثة جنود بينهم ضابط. في السادس من نيسان/أبريل من نفسِ العام؛ تسبب القصف المدفعي للنظام في مقتل سبعة مدنيين فيما قتل الجيش الحر أربعة جنود نظاميين في شمال حلب، ثمّ قتلَ جنديين اثنيين في 12 نيسان/أبريل.
اندلعَ في وقتٍ مبكرٍ من صباح يوم 21 نيسان/أبريل اشتباكات عنيفة بينَ مقاتلي المعارضة والجيش السوري في محافظة حلب مما تسبب في مقتل ما لا يقل عن 14 من جنود الجيش السوري ومُقاتل واحد في صفوف المعارضة. نجحَ الثوار كذلك في تدمير عددٍ من أسلحة النظام بِما في ذلك مركبتين مدرعتين وطائرة هيليكوبتر فيما سيطروا على أخرى.
في 22 نيسان/أبريل نجحَ الجيش الحر في قتلِ 26 من عناصر الشبيحة وهو مصطلح دارج يُشير إلى الميليشيات الموالية للحكومة والتي وقفت وتقفُ إلى جانبها في وجهِ الهبات والانتفاضات الشعبية. عمليات القتل هذه تمّ توثيقها من قِبل جنود الجيش الحر وقاموا بنشرها على النت بحيثُ تمّ تداولها بشكلٍ كبير. في اليوم الموالي ألقى الثوار قنبلة على قافلة تحمل ضباط الجيش النظامي مما تسبب في مقتلِ ضابط واحد على الأقل بحسب وسائل الإعلام الرسمية فيما أُصيب 42 آخرون بجروحٍ وبعضهم في حالة حرجة.

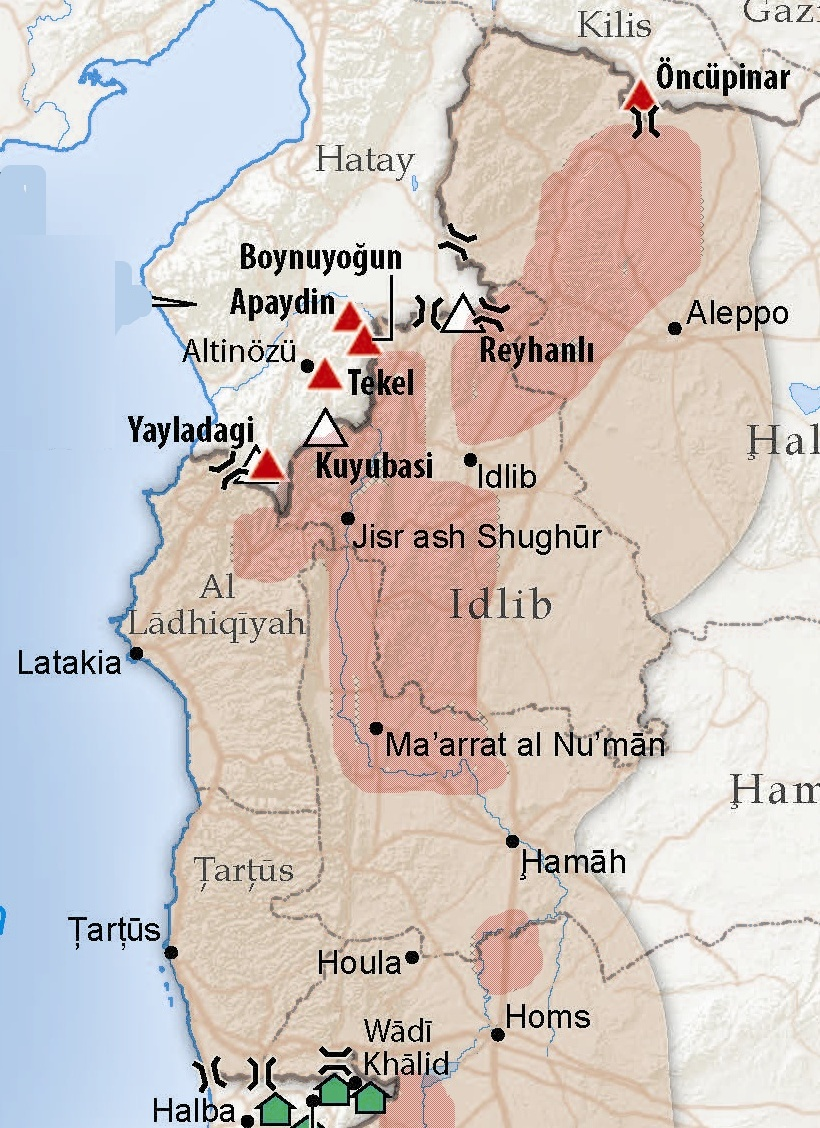
خريطة تُظهر مناطق الصراع والنزوح (باللون البنفسجي) ومخيمات اللاجئين (المثلثات الحمراء) والأراضي التي يُسيطر عليها الجيش السوري الحر (بالأحمر) في حزيران/يونيو 2012.

قُتلَ في 24 نيسان/أبريل 16 جنديًا نظاميًا في الاشتباكات حول حلب. في نفس اليوم؛ ذكرَ الثوار أنهم نجحوا في الاستيلاء على قاعدة عسكرية بعدَ اشتباكهم مع قوات حكومية. نجمَ عن هذا الهجوم مقتل 16 جنديًا كما حصلَ الثوار على الكثير من الغنائم بما في ذلك كميات كبيرة من الذخيرة ومئات من قذائف المدفعية. ردُّ الجيش النظامي على خسائره المُتكررة كانَ عنيفًا من خِلال الغارات الجوية وإلقاء البراميل المُتفجرة داخل المناطق السكنية المكتظة بالمدنيين.
في 29 نيسان/أبريل؛ لقى أربعة جنود حتفهم في الانفجار الذي وقعَ في مركز عسكري في محافظة حلب. بعد ذلك بيومين فقط؛ قتلَ الثوار 15 جنديًا من بينهم عقيدان في المنطقة الشمالية من حلب مُقابل مقتل عنصرين في الجيش الحر خلال هجوم مضاد شنّهُ النظام. بعد ذلك بيوم واحد وبالتحديد في 3 أيار/مايو ضبط متظاهري مدينة حلب أربع طلاب منَ الشبيحة كانوا ينون تنفيذ أجندات معينة فقتلوا على يدِ الثوار. حينها تظاهر حوالي 15.000 شخص مطالبين الأسد بالتنحي في ظل وجود قوات أممية لمُراقبة الوضع عن كثب. عاودَ المتظاهرون في اليوم الموالي تنظيم صفوفهم بطلب من مختلف فصائل المعارضة وشاركوا في احتجاجات جديدة مناهضة للنظام لكنّ الاحتجاجات هذه المرة تميّزت بقمعها من قبل قوات الأمن التي استخدمت الغاز المسيل للدموع والذخيرة الحية لتفريقِ جموع المتظاهرين. تُوفي متظاهر واحد على الأقل في 17 أيار/مايو؛ في المقابل قُتل ضابط في الجيش بعدما استُهدف داخلَ المدينة. قُتلَ 18 جنديًا قتلوا بالقرب من بلدة عتارب كما نجحَ الثوار في تدمير عددٍ من الدبابات وناقلات الجنود المدرعة بحسب المرصد السوري لحقوق الإنسان. جديرٌ بالذكر هنا أنّ دبابات الجيش كانت قد نُشرت لأول مرة في مدينة حلب مباشرةً بعدَ الاحتجاجات الضخمة المناهضة للحكومة.
قُتل جنديين وأُصيب 5 آخرين بجروح بعد انفجار حصلَ في الثالث من أيار/مايو حسب ما نقلهُ المرصد وهو نفسه الذي نقلَ خبر مقتل شقيق أحد النواب السوريين الذي كانَ مُخلصًا جدًا للحكومة وشارك في قمع الاحتجاجات. بدأَ قصفُ ريف حلب والضواحي من قِبل الجيش في مطلع تموز/يوليو. حينها ادّعت وسائل الإعلام التابعة للحكومة وفي مُقدّمتهم سانا أن ثمانية من الثوار – التي تصفهم بالإرهابيين – قُتلوا كما ادّعت تدميرَ عدة شاحِنات كانت تُقل الأسلحة. قُتل في التاسع من تموز/يوليو جنديين اثنيين جراء انفجار عبوة ناسفة في حلب فيما قُتل أربعة آخرين حينما حاول الجيش النظامي دخول أعزاز ففشلَ في ذلك. قُتل ثلاثة آخرين منَ الجيش النظامي في 12 تموز/يوليو؛ ثمّ قُتل 13 آخرين بعدَ أسبوع تقريبًا عند نقطة تفتيش حكومية تعرضت لهجوم من قبل مقاتلي المعارضة.

## ما بعد الاشتباكات

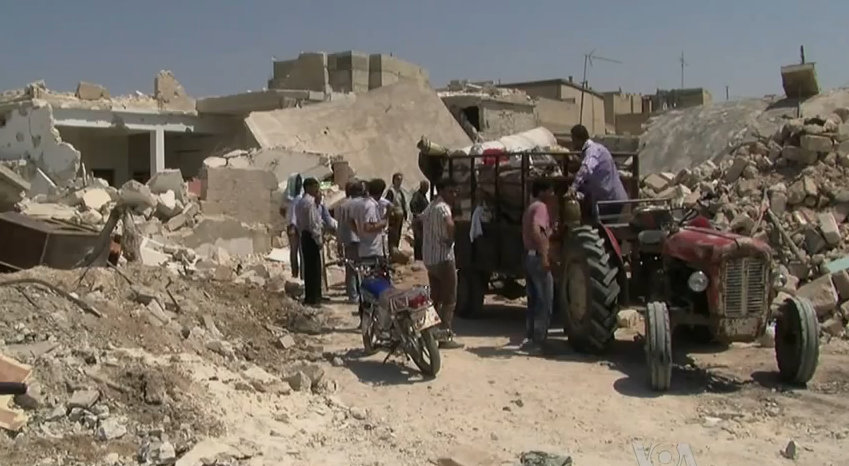
النزوح الداخلي للشعب السوري بعد القصف الجوي العنيف من قِبل الحكومة السورية على أعزاز في محافظة حلب في 18 آب/أغسطس 2012.

في 19 تموز/يوليو اندلعت معركة حلب التي بدأت من خِلال رد الجيش السوري الحر على قمعِ المتظاهرين وقتلهم على يدِ الحكومة. هاجمَ الجيش الحر حي صلاح الدين وحاولَ أن يتخدَ منهُ مقرًا لصدّ هجمات الحُكومة. نجحَ الجيش الحر عمليًا في صدّ كذا عمليّات للقوات النظامية وكبدها خسائر فادحة كما تكبد هو الآخر خسائر في صفوفهِ بما في ذلك مقتل 12 من جُنوده. في 21 يوليو/تموز؛ كانَ القتال لا يزال مُستعرًا في حي صلاح الدين مع الجيش الذي حاول اختراقهُ في مجموعة من المرّات من خِلال المركبات المدرعة لكنّه فشلَ في ذلك ولو مؤقتًا. في الوقت نفسه؛ بدأت الاشتباكات في أحياء أخرى متفرقة من مدينة حلب بعدما حاولَ النظام فتحَ عدّة جبهات لاستنزاف الثوار. بسبب احتدام الاشتباكات بين الطرفين؛ اضطرت مئات العائلات إلى الفرار فتحوّلت حلب ببطء إلى منطقة حرب. في 23 يوليو/
تموز؛ نجحَ الجيش السوري الحر أخيرًا في السيطرة على أعزاز بعدما كبّد الجيش النظامي خسائر كبيرة في صفوفه وأجبرهُ على التراجع. خلال هذه المعارك؛ دمّر الجيش الحر 17 دبابة للنظام وعدد آخر غير معروف من المركبات والمذرعات والمُصفحات.